# Duma
Una duma (en ruso: Дума) es cualquiera de las diferentes asambleas representativas de la Rusia moderna y de la historia rusa. La Duma Imperial en el Imperio ruso y la Duma Estatal (Госуда́рственная ду́ма) en la Federación Rusa corresponden a la cámara baja del parlamento. Es también el término empleado para designar un consejo de legisladores rusos en el Principado de Moscú - Boyárskaya Duma (Боярская дума, 'Duma de los boyardos'), así como para los consejos municipales en el Imperio ruso - Duma Municipal (Муниципальная дума).

## La Duma en la historia rusa reciente
El término proviene de la palabra rusa думать (dúmat, 'pensar'). La Boyárskaya Duma ('Duma de los boyardos') fue un consejo consultivo para los grandes príncipes y los zares del Principado de Moscú. La Duma fue interrumpida por Pedro el Grande, quien transfirió sus funciones al Senado Gobernante en 1711. El jurista Mijaíl Speranski revitalizó el concepto en sus escritos de principios del siglo XIX, e incluso esbozó un plan para crear dumas constitucionales durante su corta privanza en el reinado de Alejandro I. Su pensamiento perduró en el constitucionalismo ruso del siglo XIX y el XX.

## La Duma de Estado en el Imperio ruso
Bajo la presión de la Revolución rusa de 1905, el 6 de agosto de 1905 el zar Nicolás II publicó un manifiesto acerca de la convocación de la Duma, que inicialmente se suponía que era un órgano consultivo. En dicho Manifiesto de Octubre el zar se comprometió a introducir libertades civiles básicas, a proporcionar una participación más amplia en la Duma Estatal y a dotar a la Duma de poderes legislativos y de sobreseimiento. Aunque Rusia aún estaba lejos de ser una democracia, se compara formalmente la Duma Estatal con la cámara baja de un parlamento, comparando el Consejo de Estado del Imperio ruso con la cámara alta. 

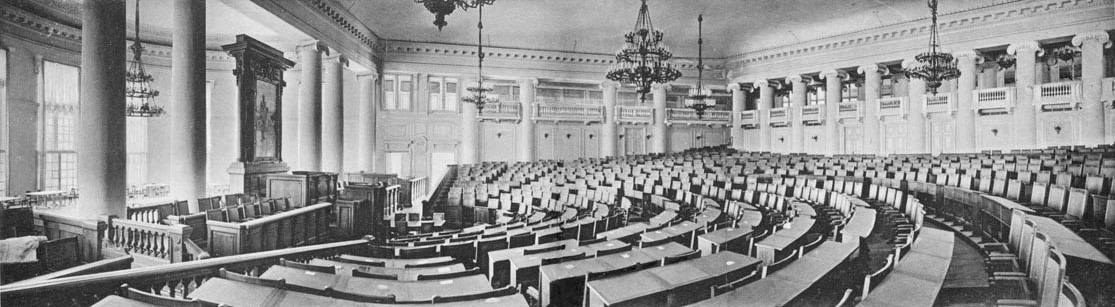
Sala de las sesiones de la Duma Estatal del Imperio ruso, San Petersburgo.

Sin embargo, Nicolás II estaba decidido a retener su poder autocrático. Justo antes de la creación de la Duma, el zar promulgó la Constitución Rusa de 1906, en mayo de dicho año, que contradecía el Manifiesto de Octubre en varios aspectos importantes. Se indicaba en parte que los ministros del zar no podían ser designados por la Duma y no tenían que responder ante ella, negando así el gobierno representativo en cuanto al poder ejecutivo se refiere. Además, el zar tenía el poder de disolver la Duma y anunciar nuevas elecciones cuando así lo desease. 
La elección de la Primera Duma, que empezó a funcionar en julio de 1906, trajo de nuevo a un grupo significativo de socialistas moderados y de los dos partidos liberales, que pedían reformas más amplias. Fue disuelta diez semanas después. 
La Segunda Duma, iniciada en febrero de 1907, fue igualmente efímera. Usando el poder de emergencia, el primer ministro Piotr Stolypin cambió la ley electoral y dio un valor electoral mayor a los votos de la nobleza y de los terratenientes. Esto aseguró que la Segunda Duma estuviera dominada por nobles, terratenientes y hombres de negocios. 
La Tercera Duma, dominada por los octubristas, existió entre 1907 y 1912. Estando orientada hacia posiciones más conservadoras, fue capaz de durar el periodo completo de cinco años. El asesinato de Stolypin y las políticas cada vez más reaccionarias del zar y de su Consejo de Estado debilitaron aún más el peso de la Tercera Duma.
La Cuarta Duma, 1912–1917, estuvo también limitada por influencias políticas; sin embargo, desempeñó un papel fundamental en los sucesos de 1917, cooperando parcialmente con el gobierno provisional. Fue disuelta durante la Revolución rusa.

## La Duma de Estado en la Rusia moderna
La Duma Estatal (en ruso: Государственная дума, Gosudárstvennaya Duma; abreviatura común: Госдума, Gosduma) es en la Federación de Rusia la cámara baja de la Asamblea Federal Rusa (parlamento), siendo la cámara alta el Consejo de la Federación. De acuerdo con la Constitución rusa de 1993, la Duma Estatal se compone de 450 diputados (artículo 95) que son elegidos cada cinco años (artículo 96). Hasta 2007, la mitad de los diputados eran elegidos por un sistema de representación proporcional y la otra mitad por la pluralidad en distritos de miembros únicos. A partir de las elecciones de 2007, la totalidad de la duma será elegida por un sistema de representación proporcional. Los ciudadanos rusos de al menos 21 años pueden ser elegidos para formar parte de la Duma.